# Krzysztof Pastor
Krzysztof Pastor (ur. 17 grudnia 1956 w Gdańsku) – polski tancerz baletowy, choreograf i dyrektor baletu.
W latach 2003–2017 choreograf-rezydent Het Nationale Ballet w Amsterdamie, od 2009 dyrektor Polskiego Baletu Narodowego w Teatrze Wielkim – Operze Narodowej w Warszawie i w latach 2011–2020 równocześnie dyrektor artystyczny baletu w Litewskim Narodowym Teatrze Opery i Baletu w Wilnie.
Posiada obywatelstwo polskie oraz holenderskie.

## Życiorys

### Wczesne lata
Urodził się w Gdańsku w rodzinie lekarskiej jako syn Jana i Leokadii Pastorów. W dzieciństwie był aktywny w dziecięcych zespołach tanecznych. W latach 1966–1975 uczył się w Państwowej Szkole Baletowej w Gdańsku.

### Kariera

#### Początki
Po ukończeniu szkoły występował w Polskim Teatrze Tańca pod dyrekcją Conrada Drzewieckiego, gdzie w 1977 został solistą i kreował szereg partii w repertuarze zespołu. W latach 1979–1982 był pierwszym solistą baletu Teatru Wielkiego w Łodzi. Objął tam role: Alberta w Giselle, Księcia w Dziadku do orzechów, Armena w Gajane (choreografia Borisa Ejfmana), Wacława w Fontannie w Bachczysaraju i Królewicza w Królewnie Śnieżce. Po wprowadzeniu w Polsce stanu wojennego, w lutym 1982 wyemigrował na Zachód.

#### Emigracja
W 1983 został solistą zespołu Ballet de l'Opéra de Lyon, gdzie występował w baletach takich choreografów, jak: Gray Veredon, Kurt Jooss, Antony Tudor, Hans van Manen, Maguy Marin, Nils Christe, Nacho Duato. W latach 1985–1995 był związany z Het Nationale Ballet, pod dyrekcją Rudiego van Dantziga. Tańczył tam w wielu jego baletach (np. Mercutia w Romeo i Julii), jak również choreografie takich twórców XX wieku, jak: George Balanchine, Bronisława Niżyńska, Frederick Ashton, Hans van Manen, Toer van Schayk, Jan Linkens, Carolyn Carlson, Nina Wiener, Ted Brandsen czy Ashley Page, ale też występował w baletach klasycznych, jak Śpiąca królewna (Błękitny Ptak) i Giselle (Hilarion) w inscenizacjach Petera Wrighta czy Jezioro łabędzie (Rotbart) w wersji choreograficznej Rudiego van Dantziga.

#### Choreograf

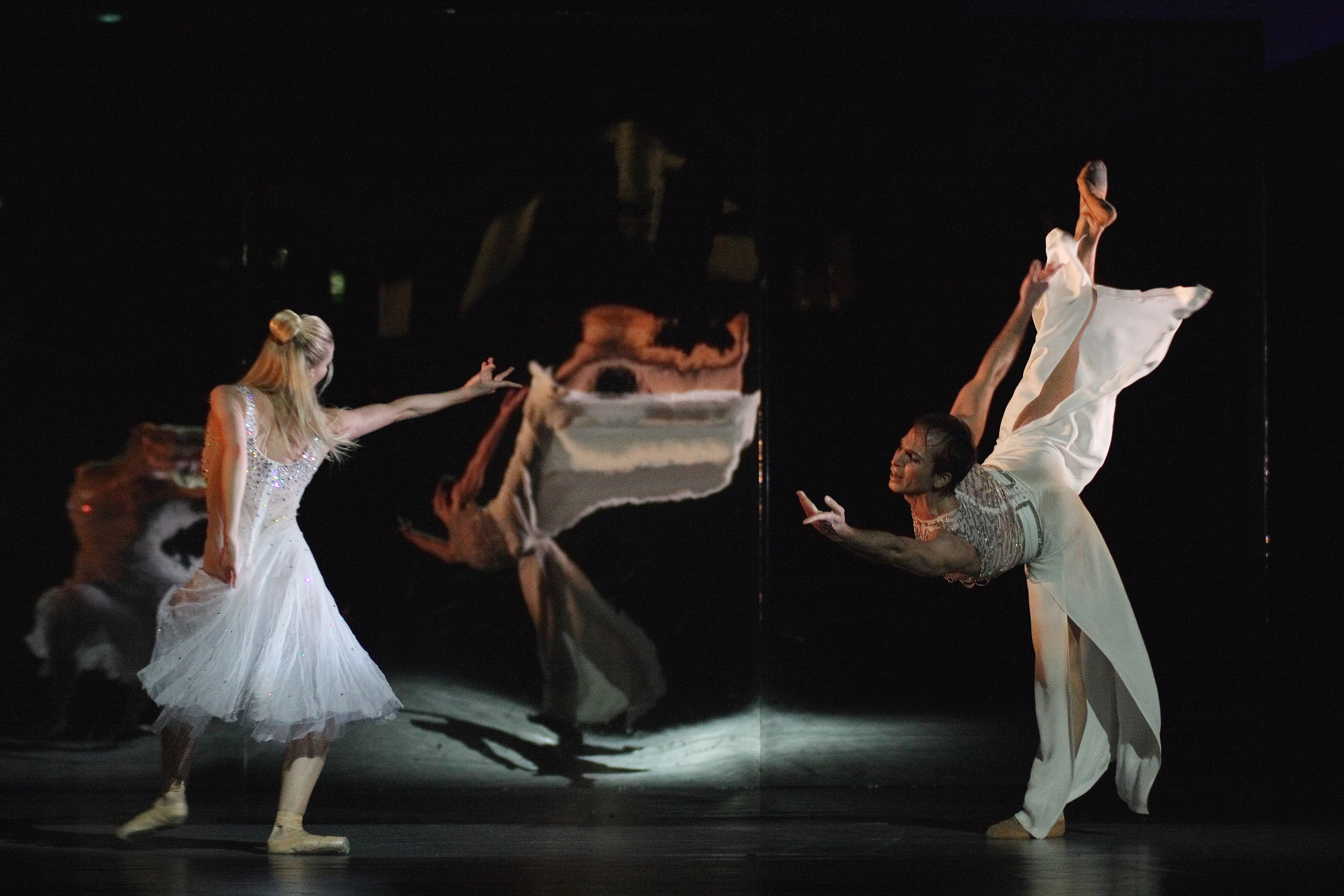
Tristan, Izabela Milewska i Jan-Erik Wikström

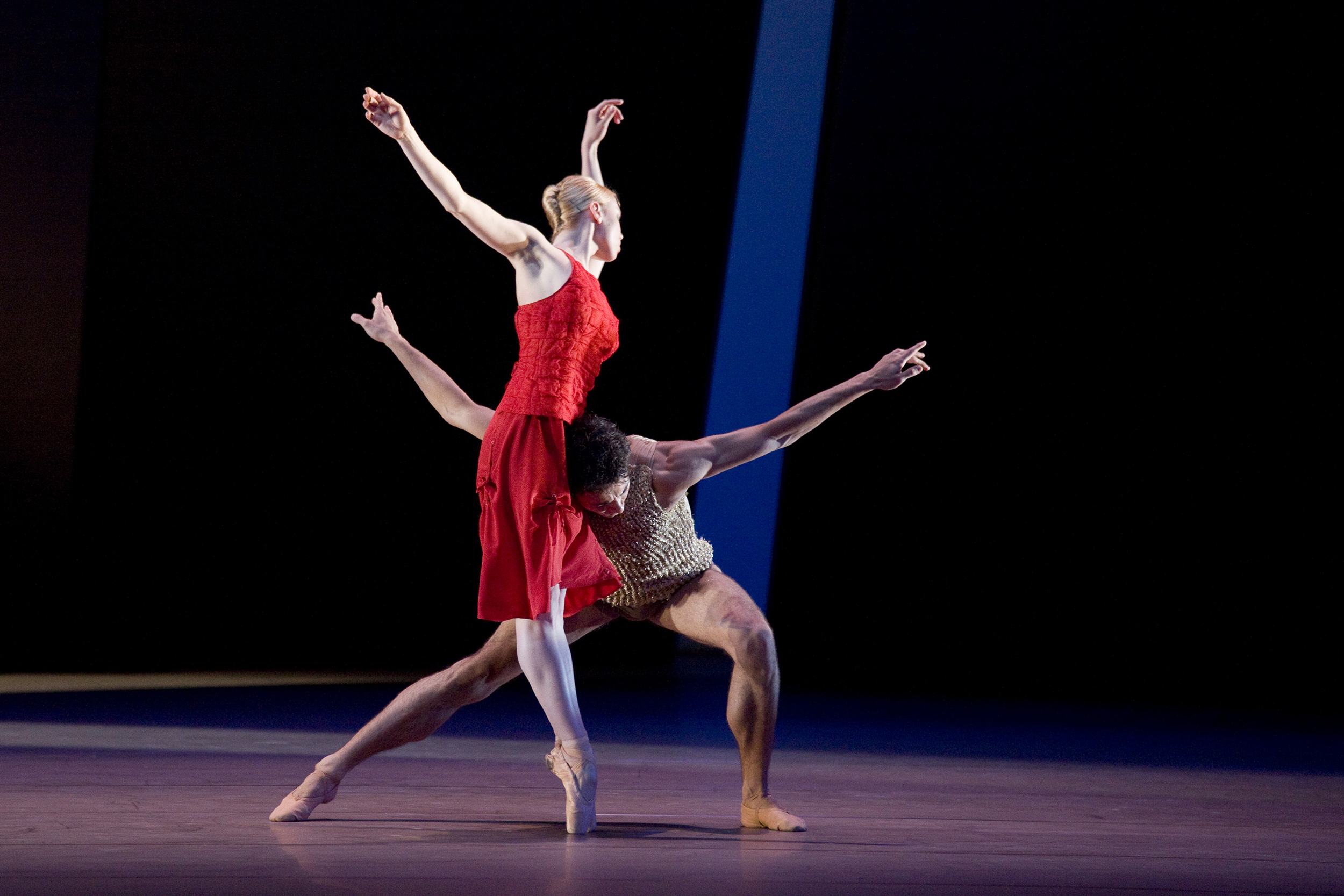
In Light and Shadow, Dagmara Dryl i Egor Menshikov

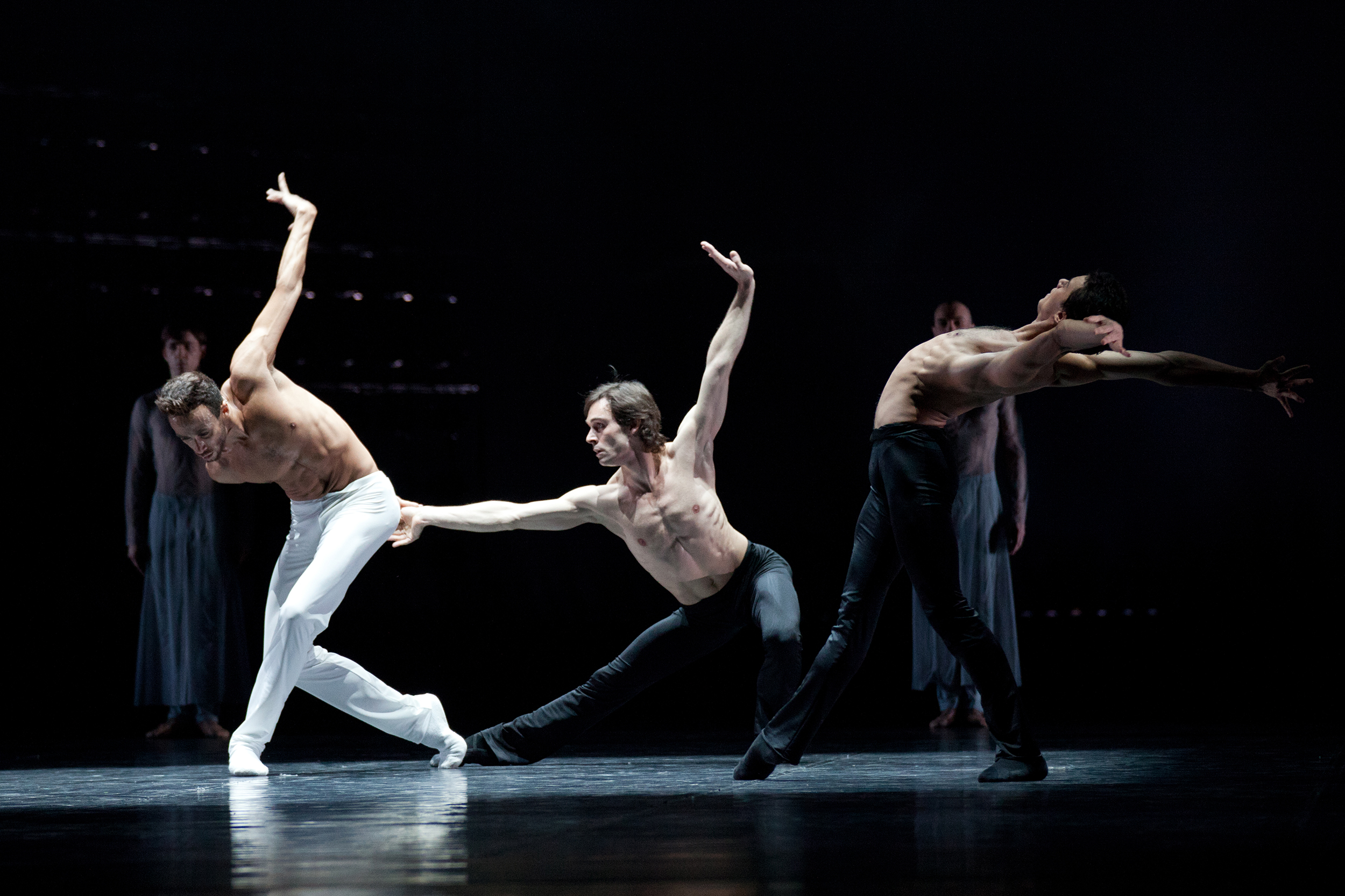
I przejdą deszcze..., Rubi Pronk, Adam Kozal i Egor Menshikov

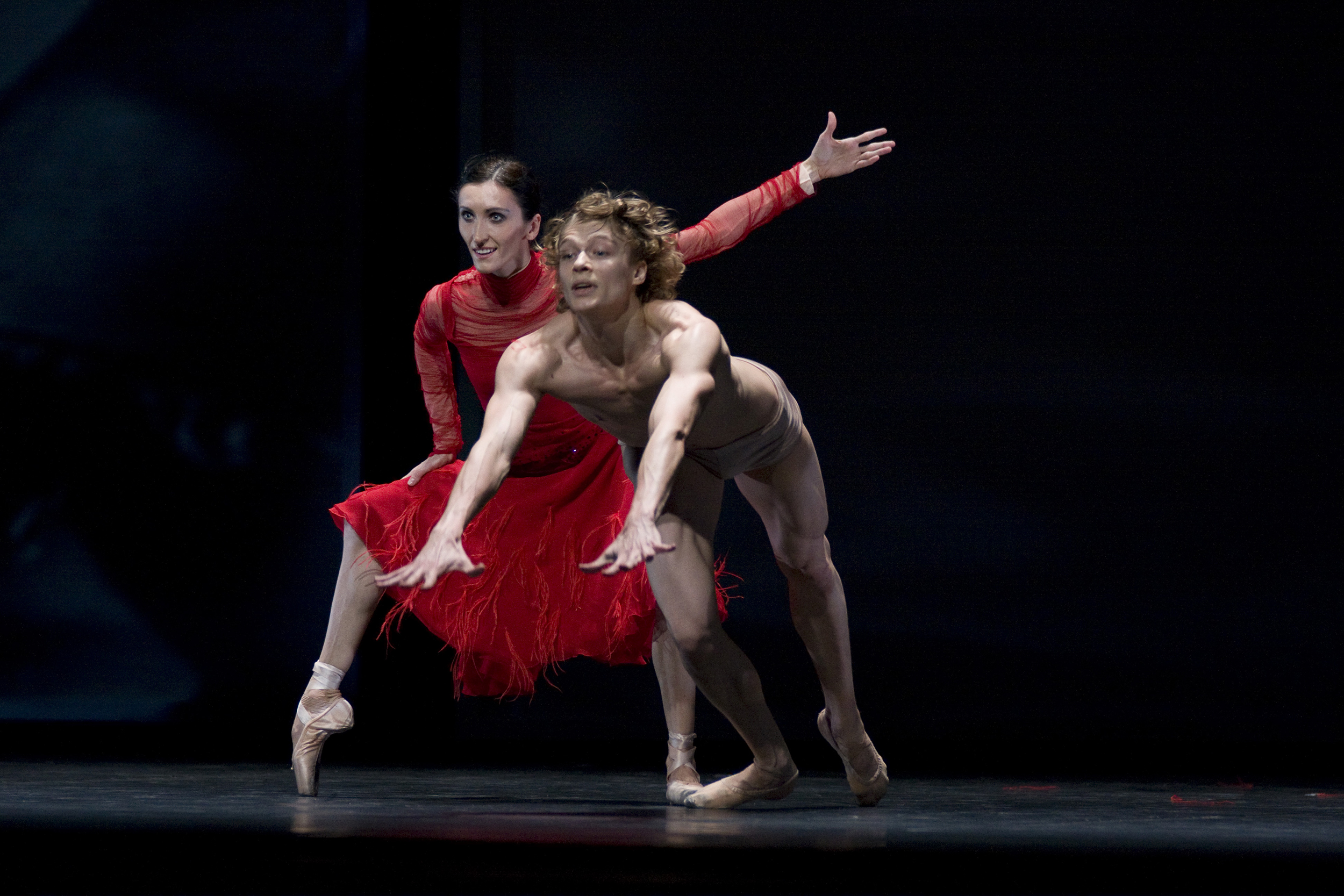
Kurt Weill, Dominika Krysztoforska i Sergey Popov

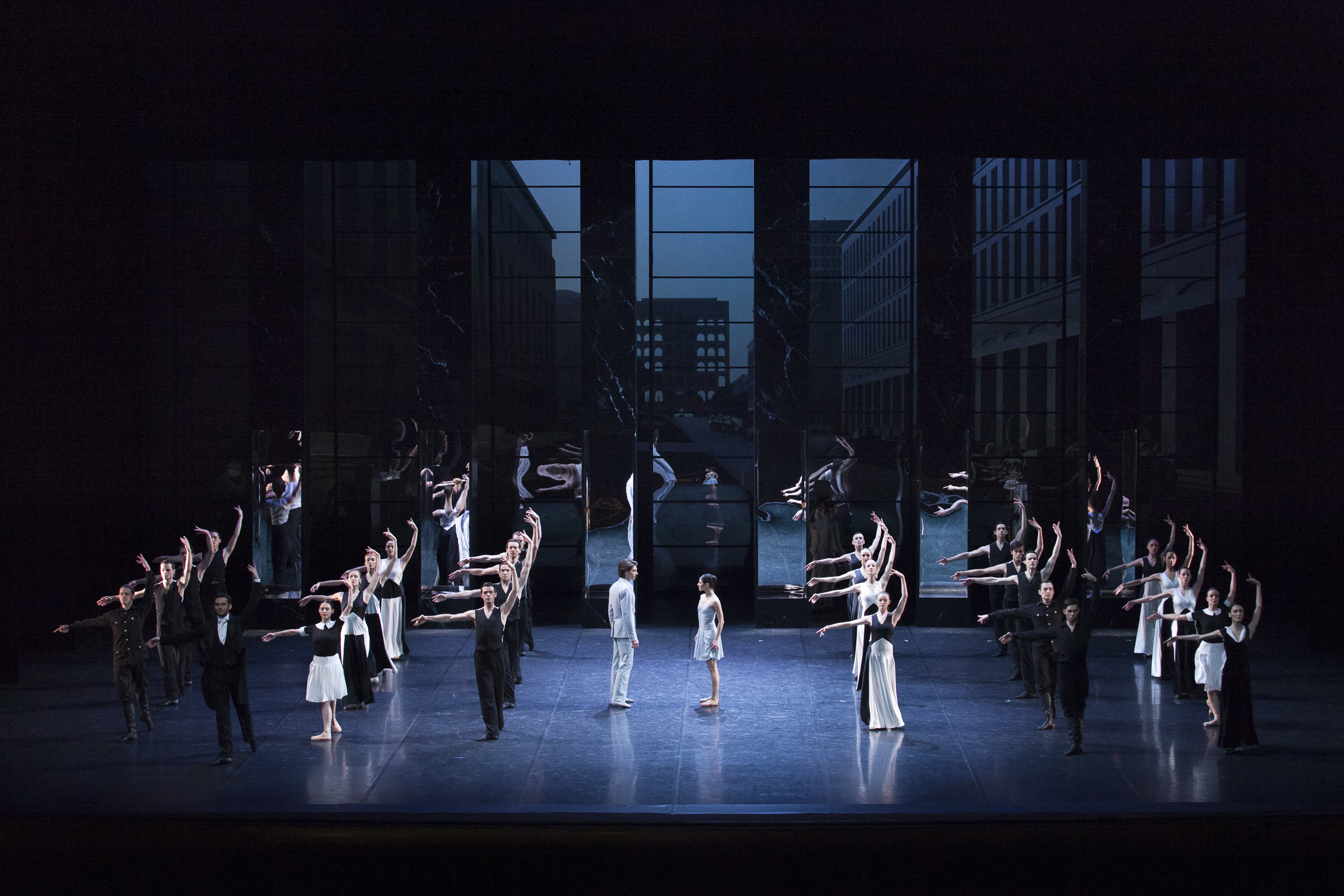
Romeo i Julia, Polski Balet Narodowy

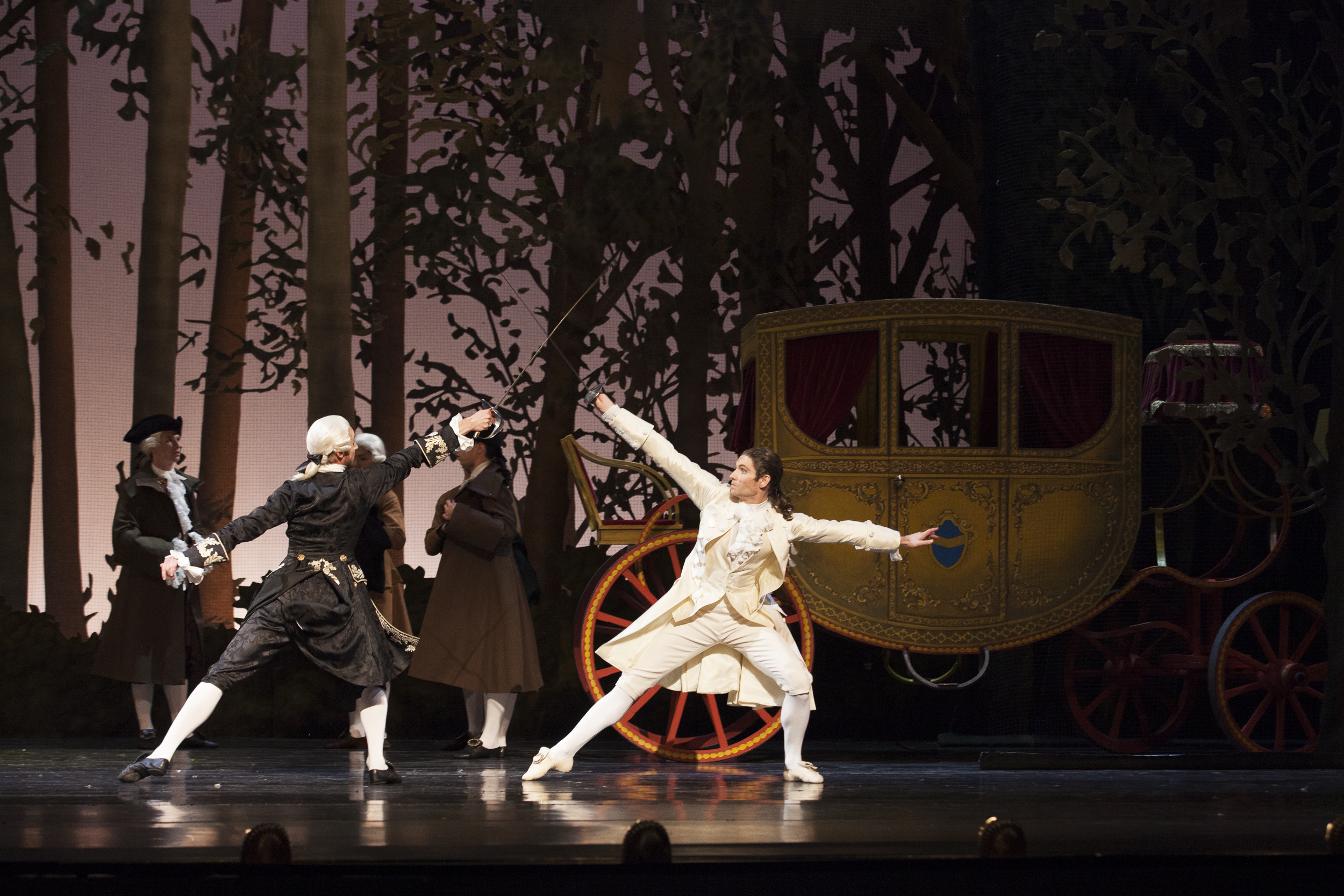
Casanova w Warszawie, Maksim Woitiul i Vladimir Yaroshenko

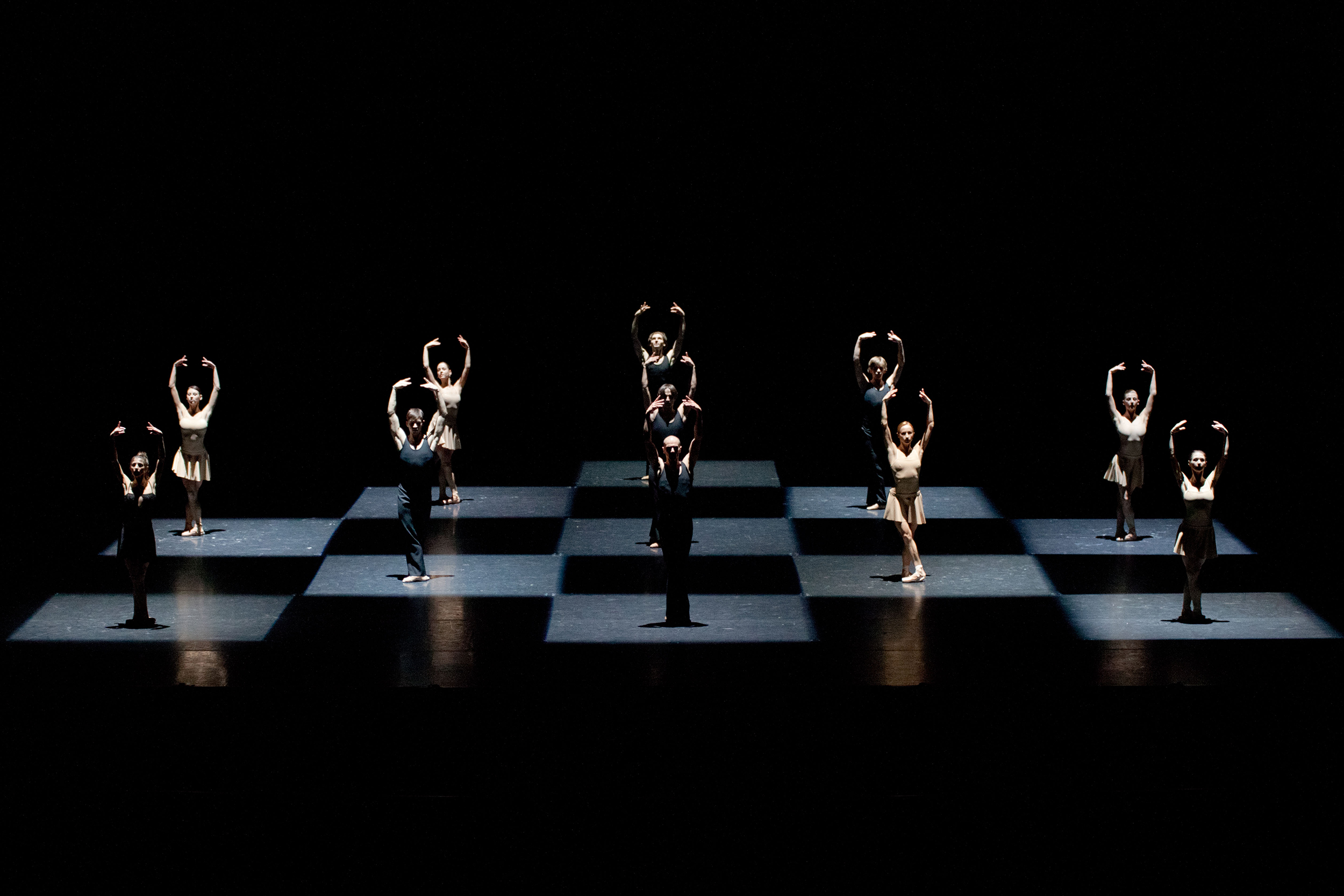
Moving Rooms, Polski Balet Narodowy

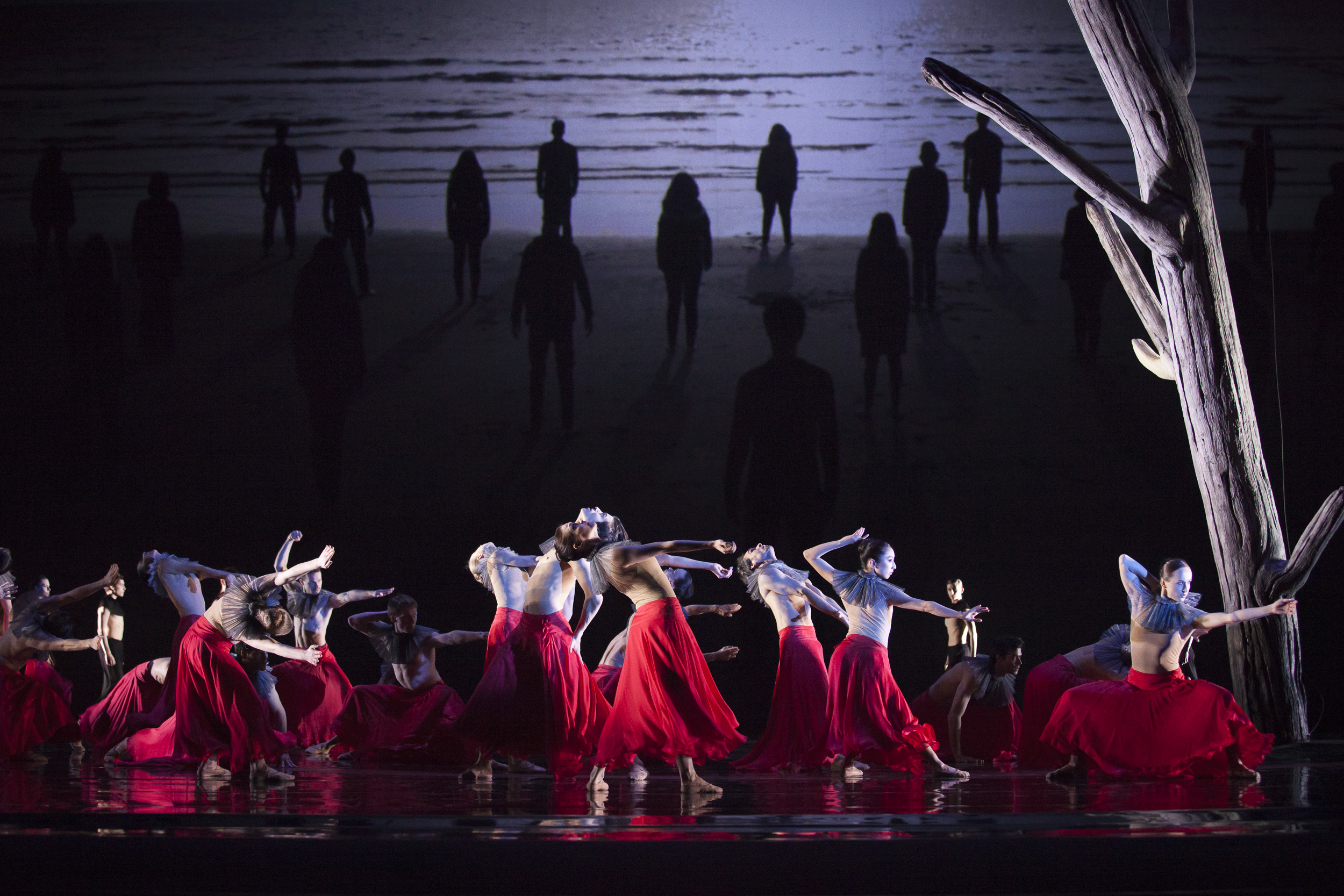
Burza, Polski Balet Narodowy

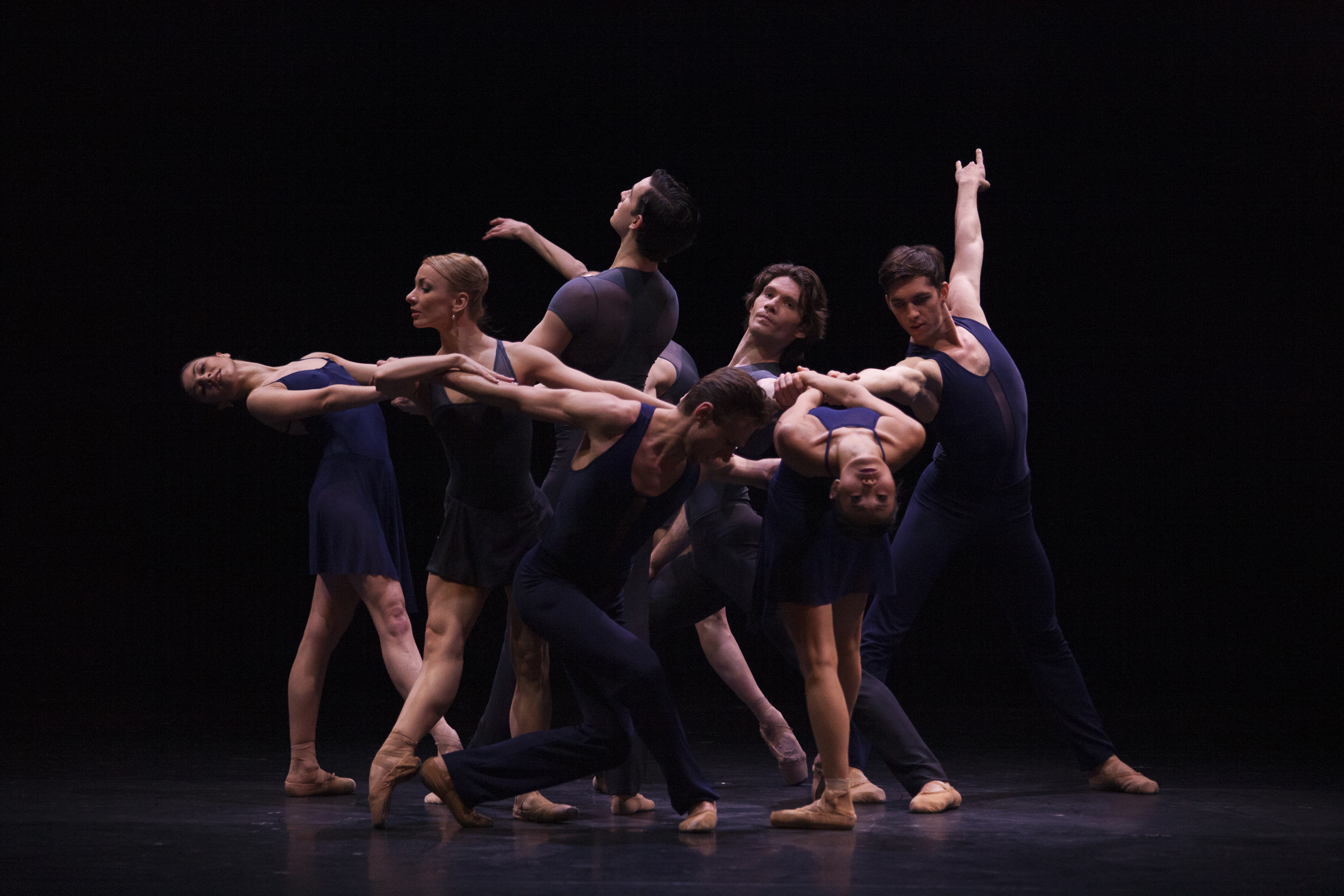
Adagio&Scherzo, Maria Żuk, Aleksandra Liashenko, Robin Kent, Maksim Woitiul, Vladimir Yaroshenko, Yuka Ebihara i Paweł Koncewoj

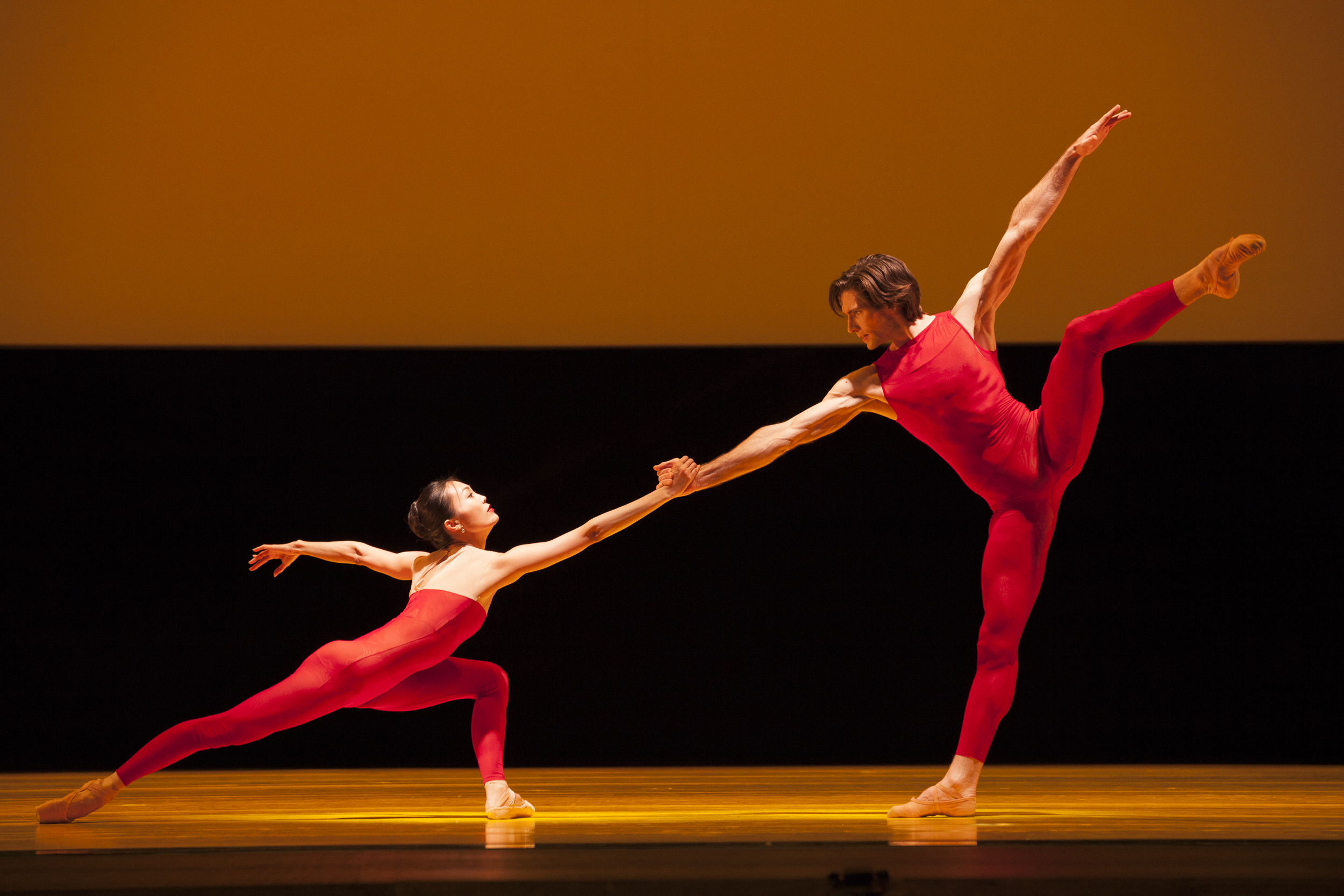
Bolero, Yuka Ebihara i Vladimir Yaroshenko

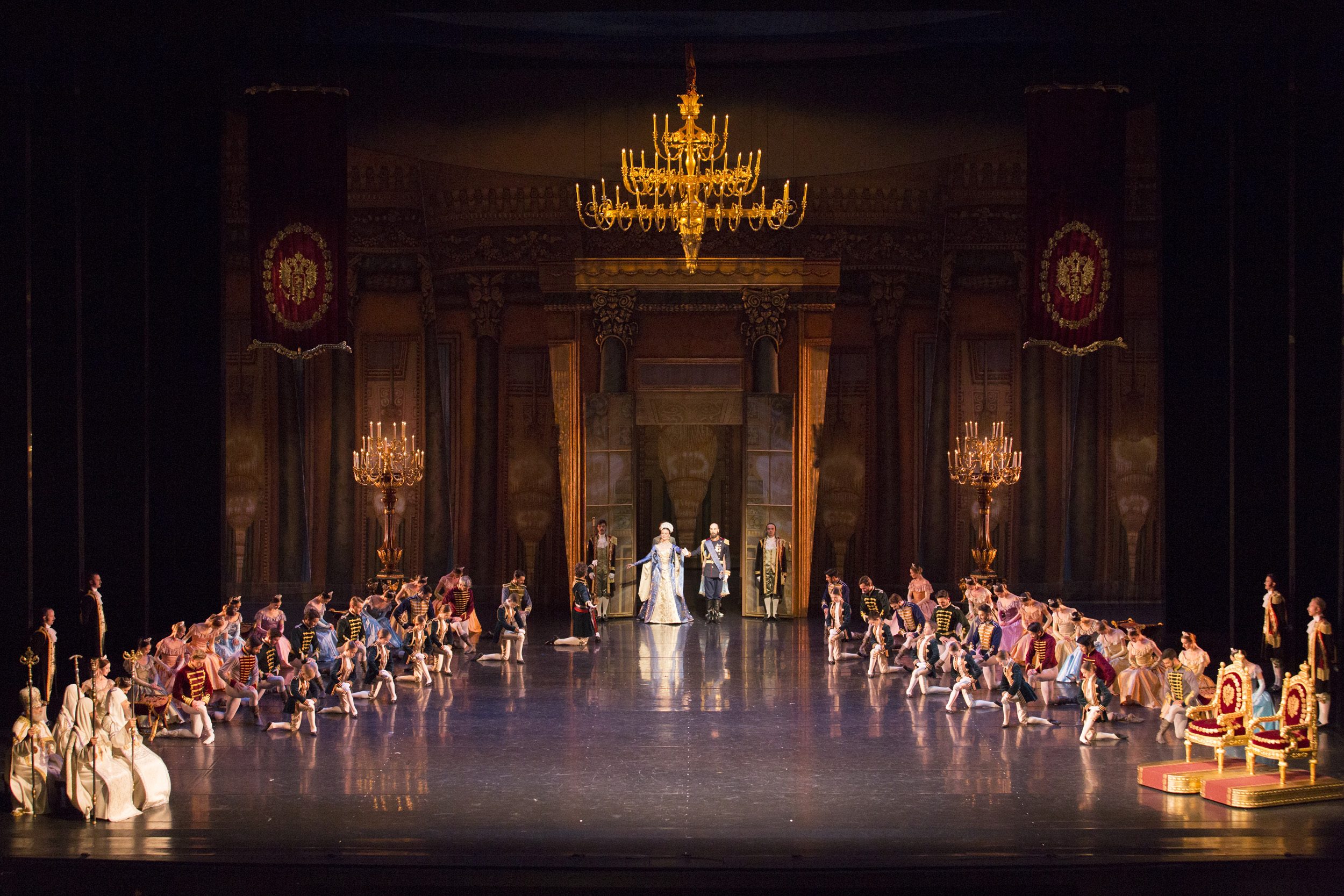
Jezioro łabędzie, Polski Balet Narodowy

W tym okresie zainteresował się również twórczością choreograficzną. Począwszy od 1987 komponował niewielkie prace autorskie w ramach warsztatów choreograficznych i przy innych okazjach. Mając już pewien dorobek kameralny, w 1992 otrzymał propozycję stworzenia pierwszej większej choreografii do repertuaru Het Nationale Ballet. Powstał wtedy jego balet Shostakovich Chamber Symphony, który był oficjalnym debiutem choreograficznym artysty. W 1994 zadebiutował też gościnnie jako choreograf w Warszawie na scenie Teatru Wielkiego – Opery Narodowej, realizując jako balet Trzecią symfonię Henryka Mikołaja Góreckiego. W 1995 zwrócił na siebie szerszą uwagę podczas Międzynarodowego Konkursu Choreograficznego w Helsinkach, gdzie jego duet Detail IV do muzyki Zoltána Kodály’ego otrzymał Złotą Nagrodę Choreograficzną. W latach 1997–1999 był choreografem-rezydentem amerykańskiego zespołu The Washington Ballet, po czym powrócił do Het Nationale Ballet jako stały choreograf. W 2000 jego holenderski dorobek twórczy został uhonorowany Nagrodą Choreograficzną fundacji Dansersfonds’79, a jego duży autorski balet Kurt Weill był w 2002 nominowany aż w trzech kategoriach do międzynarodowej nagrody Prix Benois de la Danse w Moskwie. Rok 2003 przyniósł artyście pozycję choreografa-rezydenta Het Nationale Ballet, którą do 2017 dzielił z Hansem van Manenem. Większość swoich baletów tworzył w Amsterdamie, ale zapraszany był także jako choreograf przez znane zespoły baletowe z Australii, Belgii, Czech, Hongkongu, Izraela, Litwy, Łotwy, Nowej Zelandii, RFN, Szwecji, Turcji, USA, Węgier, Wielkiej Brytanii i Włoch. Jego prace były prezentowane z powodzeniem w programach Holland Festival, Holland Dance Festival, Edinburgh International Festival, Dance Salad Festival w Houston czy Dance Open Festival w Sankt Petersburgu.

#### Powrót do Polski
Jesienią 2008 przyjechał do Warszawy na rozmowy w sprawie zaplanowanej przez Teatr Wielki – Operę Narodową realizacji jego baletu Tristan do muzyki Richarda Wagnera, powstałego wcześniej dla Królewskiego Baletu Szwedzkiego w Sztokholmie. Wówczas nowy dyrektor TW-ON Waldemar Dąbrowski złożył mu propozycję objęcia dyrekcji baletu w Warszawie. Pastor uwarunkował swoją decyzję powrotu do kraju po 26 latach emigracji potrzebą autonomizacji artystycznej baletu w Teatrze Wielkim dla zapewnienia mu warunków samodzielnego funkcjonowania, analogicznych do tych w jakich pracuje obecnie większość liczących się zespołów baletowych na świecie. Staraniem dyrektora Dąbrowskiego ówczesny minister kultury i dziedzictwa narodowego Bogdan Zdrojewski wyraził poparcie dla stosownych zmian w statucie teatru. W efekcie, 18 marca 2009 Krzysztof Pastor objął dyrekcję zespołu baletowego TW-ON, który 29 kwietnia 2009 decyzją ministra został wyodrębniony w strukturze teatru jako Polski Balet Narodowy i równorzędny partner Opery Narodowej w Teatrze Wielkim.
Niezależnie od nowych obowiązków w Warszawie, do 2017 nadal był choreografem-rezydentem Het Nationale Ballet w Amsterdamie, a w latach 2011–2020 służył także swoim doświadczeniem w Narodowym Litewskim Teatrze Opery i Baletu w Wilnie jako dyrektor artystyczny tamtejszego zespołu baletowego. W 2021 roku powołany do Rady Programowej Narodowego Instytutu Muzyki i Tańca i wybrany jej przewodniczącym.

## Ważniejsze prace choreograficzne[9]
- 1992: Shostakovich Chamber Symphony (Het Nationale Ballet)
- 1993: Les Biches (The Israel Ballet)
- 1993: Stop It! (Het Nationale Ballet; później także: The Washington Ballet, 1998)
- 1994: Trzecia symfonia Góreckiego (Balet Teatru Wielkiego – Opery Narodowej; później także: Het Nationale Ballet, 1996)
- 1995: Don’t Look Back… (DonauBallet)
- 1996: Firebird (The Royal New Zealand Ballet; później także: West Australian Ballet, 1999)
- 1997: Piano Concerto Gershwina (The Israel Ballet; później także: The Washington Ballet, 1997)
- 1997: Altri canti d’Amor (Teatro Massimo)
- 1997: Carmen (Litewski Balet Narodowy; później także: Łotewski Balet Narodowy, 2001; Węgierska Akademia Tańca, 2002)
- 1998: Passing By (The Washington Ballet)
- 1998: Sen nocy letniej (Litewski Balet Narodowy)
- 1999: Bitter-Sweet (Het Nationale Ballet)
- 1999: Sonata Brahmsa (The Washington Ballet)
- 1999: Hin- und hergerissen (Semperoper Ballett)
- 2000: Do Not Go Gentle… (Het Nationale Ballet; później także: Polski Balet Narodowy 2019)
- 2000: Srebrny szal (Łotewski Balet Narodowy)
- 2000: In Light and Shadow (Het Nationale Ballet; później także: Królewski Balet Szwedzki, 2003; Scottish Ballet, 2006; Państwowa Opera w Ankarze, 2007; Hong Kong Ballet, 2010; Polski Balet Narodowy, 2010; West Australian Ballet, 2020[10])
- 2001: Święto wiosny (Łotewski Balet Narodowy)
- 2001: Kurt Weill (Het Nationale Ballet; później także: Polski Balet Narodowy, 2009)
- 2001: Bach Divisions (The Israel Ballet)
- 2002: Tao (Het Nationale Ballet)
- 2002: Acid City (Litewski Balet Narodowy)
- 2002: Encounters (Królewski Balet Flamandzki)
- 2003: Si después de morir… (Het Nationale Ballet)
- 2004: Opium (Het Nationale Ballet)
- 2004: Voice (Het Nationale Ballet)
- 2005: Don Giovanni (Het Nationale Ballet)
- 2006: Tristan (Królewski Balet Szwedzki; później także: Polski Balet Narodowy, 2009[11]; Litewski Balet Narodowy, 2012)
- 2006: Niebezpieczne związki (Łotewski Balet Narodowy; później także: Teatr Wielki w Poznaniu, 2010; Teatr Narodowy w Brnie, 2011; Teatr Narodowy w Ostrawie, 2019; Opera Nova w Bydgoszczy, 2023)
- 2006: Crossing Paths (Het Nationale Ballet)
- 2006: Suite for Two (Het Nationale Ballet)
- 2007: Visions at Dusk (Het Nationale Ballet)
- 2007: Symphonie fantastique (The Australian Ballet)
- 2008: Tristan i Izolda – pas de deux (Svetlana Zakharova i Andrei Merkuriev, Balet Bolszoj)
- 2008: Romeo and Juliet (Scottish Ballet; później także: Polski Balet Narodowy, 2014[12]; Joffrey Ballet, 2014; Litewski Balet Narodowy, 2016)
- 2008: Moving Rooms (Het Nationale Ballet; później także: Polski Balet Narodowy, 2012[13]; Teatr Narodowy w Pradze, 2023; Teatr Wielki w Poznaniu, 2023)
- 2009: Chopin Dances (The Israel Ballet)
- 2009: Scheherazade (Het Nationale Ballet)
- 2009: Dumbarton Dances (Het Nationale Ballet)
- 2010: Nijinsky – Dancer, Clown, God (Het Nationale Ballet)
- 2011: I przejdą deszcze… (Polski Balet Narodowy)[14][15]
- 2012: Chapters (Het Nationale Ballet)
- 2012: Bolero (Het Nationale Ballet; później także: Litewski Balet Narodowy, 2015; Łotewski Balet Narodowy, 2015; Polski Balet Narodowy, 2016; Teatro dell’Opera di Roma, 2023[16])
- 2014: Adagio&Scherzo (Polski Balet Narodowy; później także: Theater Augsburg, 2016)
- 2014: Burza (Het Nationale Ballet; później także: Polski Balet Narodowy, 2016)
- 2014: Dziadek do orzechów (Litewski Balet Narodowy)
- 2015: Casanova w Warszawie[17][18] (Polski Balet Narodowy)
- 2017: Jezioro łabędzie z nowym librettem (Polski Balet Narodowy)
- 2018: Dracula (West Australian Ballet; później także: Łotewski Balet Narodowy, 2021; Queensland Ballet, 2021, Polski Balet Narodowy, 2022; Fiński Balet Narodowy, 2023)[19][20][21]
- 2018: Cudowny mandaryn (Litewski Balet Narodowy)
- 2018: Koncert f-moll Chopina (Polski Balet Narodowy)[22]
- 2018: Tańce polskie – Polonez i Mazur Moniuszki (Polski Balet Narodowy)
- 2019: Toccata Kilara (Polski Balet Narodowy; Het Nationale Ballet – Junior Company, 2024)
- 2021: Tristan i Izolda – pas de deux (Teatro alla Scala)[23]
- 2021: Noc rozjaśniona Schönberga (Litewski Balet Narodowy)
- 2022: Jezioro łabędzie, nowa wersja (West Australian Ballet)[24]
- 2023: Kilar Concerto (Polski Balet Narodowy)
- 2025: Prometeusz (Polski Balet Narodowy, w planie)

Źródło

## Nagrody i odznaczenia
- 1995: Złota Nagroda Choreograficzna, Międzynarodowy Konkurs Baletowy w Helsinkach (Finlandia)[25]
- 2000: Medal 200-lecia Polskiego Baletu od Ministerstwa Kultury
- 2000: Nagroda Choreograficzna, Dansersfonds’79 (Holandia)[26]
- 2002: Nominacja do międzynarodowej nagrody Benois de la Danse (baletowego Oscara) za autorski balet Kurt Weill[27]
- 2010: Statuetka Terpsychory od Związku Artystów Scen Polskich
- 2011: Złoty Medal „Zasłużony Kulturze – Gloria Artis”[28]
- 2014: Nagroda Ministra Kultury i Dziedzictwa Narodowego[29]
- 2015: Krzyż Oficerski Orderu Odrodzenia Polski[5]
- 2016: Nagroda ZAiKS-u za twórczość choreograficzną[30]
- 2016: Honorowa Złota Gwiazda Ministerstwa Kultury Republiki Litewskiej[31]
- 2017: Statuetka i tytuł „Wybitnego Polaka” od Fundacji Polskiego Godła Promocyjnego „Teraz Polska”[32]
- 2019: Performing Arts Western Australian Award za Drakulę jako najlepsze nowe dzieło taneczne 2018 roku[33]
- 2021: Krzyż Oficerski Orderu „Za Zasługi dla Litwy”[34]
- 2023: Perła Tańca, nagroda Fundacji na rzecz Sztuki Tańca

Źródło.